# Paraphysornis brasiliensis

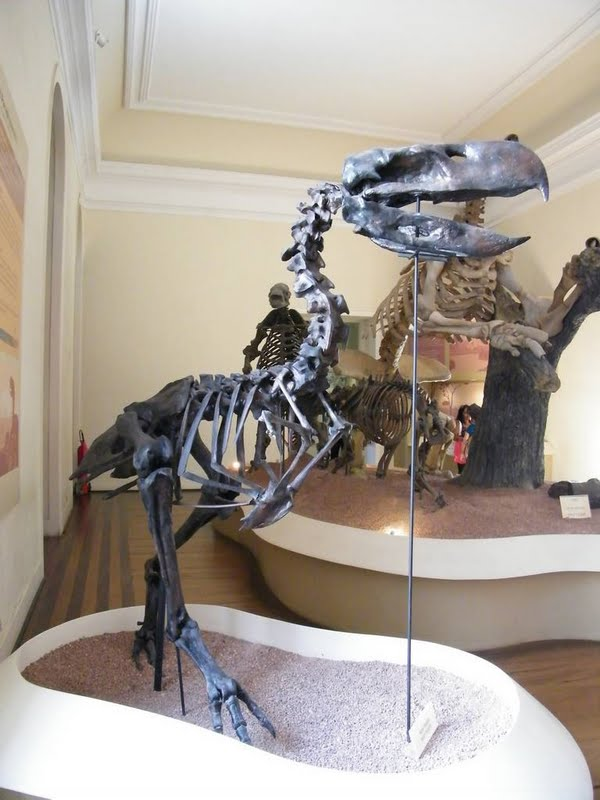
Esqueleto reconstruido, Museo Nacional de Brasil en Rio de Janeiro.

Paraphysornis brasiliensis es una especie extinta de ave no voladora gigante de la familia de Phorusrhacidae o aves del terror, y única representante del género Paraphysornis. Habitaba en el Valle del Paraíba, en el sudeste de Brasil. Su nombre común es debido a su naturaleza depredadora.
Su altura hasta la cabeza fue de aproximadamente 2,4 metros y el cráneo tenía una longitud de 60 centímetros. Vivió hace 23 millones de años. En el Museo de Historia Natural de Taubate de Río de Janeiro se encuentra expuesto un esqueleto casi completo de Paraphysornis encontrado en 1982 por Herculano Alvarenga.

## Imágenes

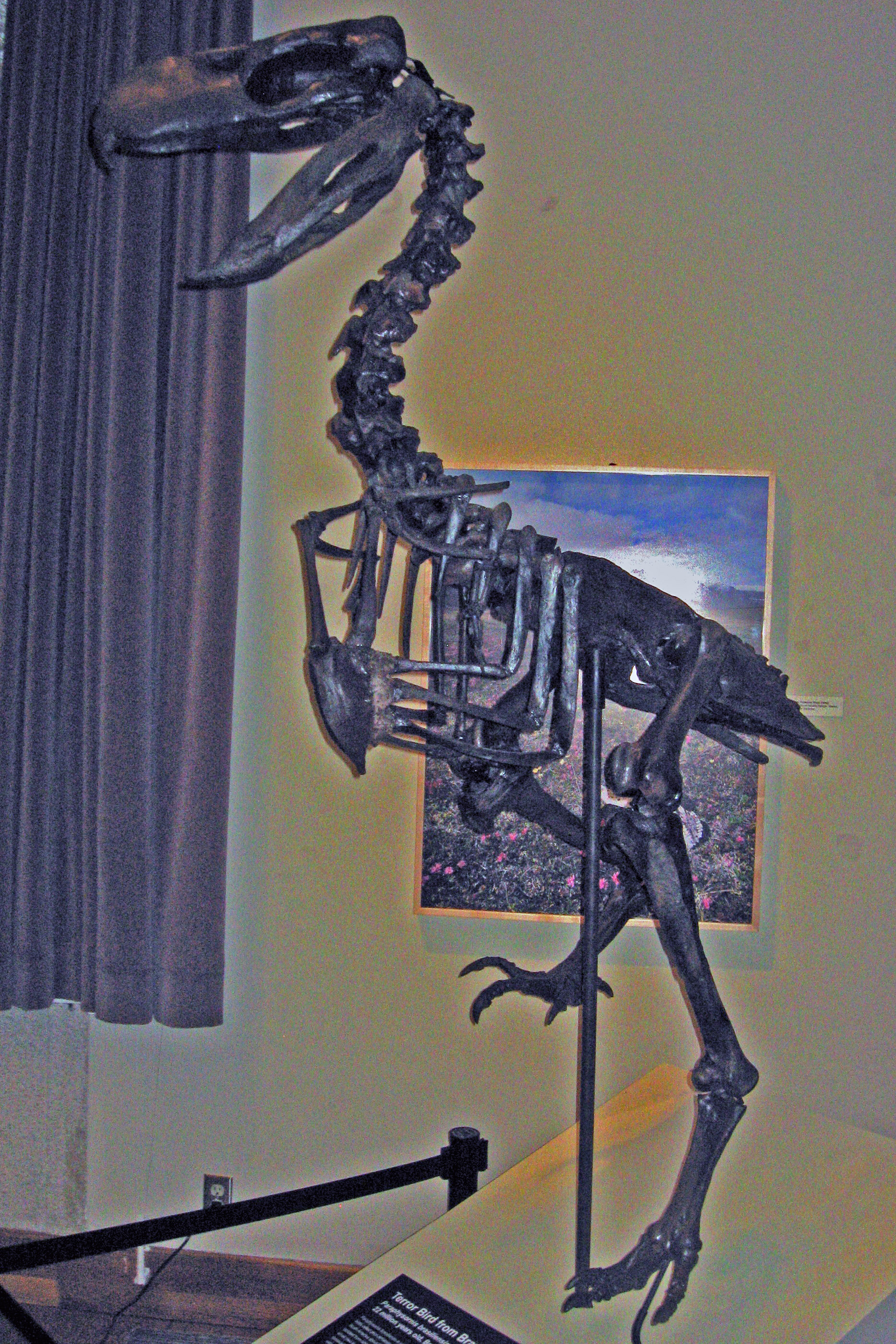
Esqueleto fósil